# Krobica
Krobica is een plaats in het Poolse district  Lwówecki, woiwodschap Neder-Silezië. De plaats maakt deel uit van de gemeente Mirsk en telt 360 inwoners.

## Verkeer en vervoer
- Station Krobica